# تک‌چشمی

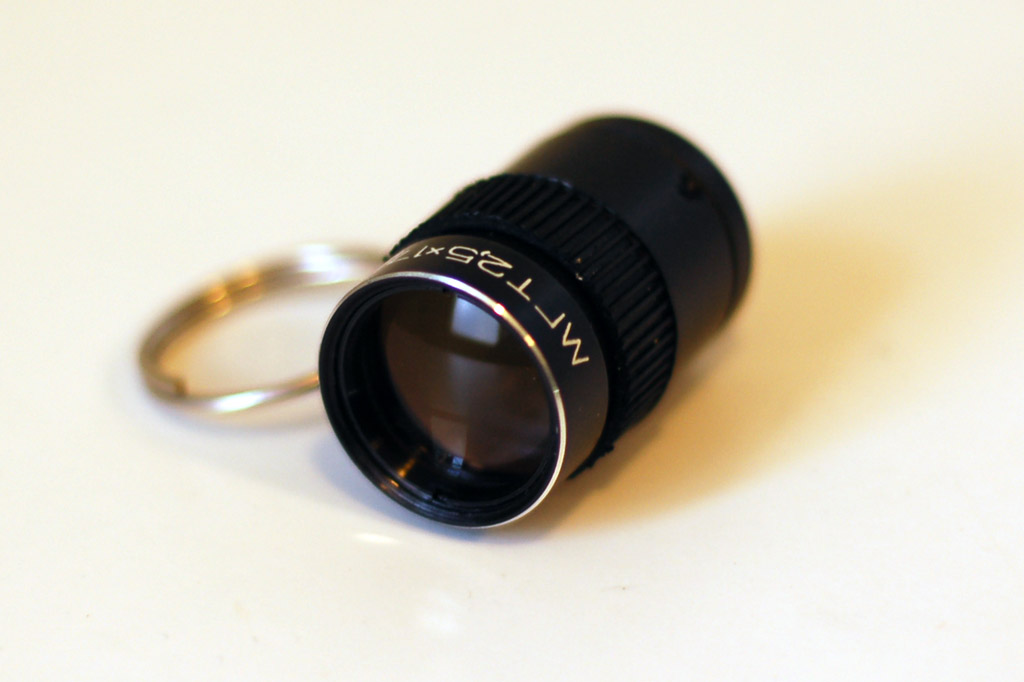
مینیاتوری از تک‌چشمی نوع گالیله ساخت شوروی ۲٫۵ × ۱۷٫۵

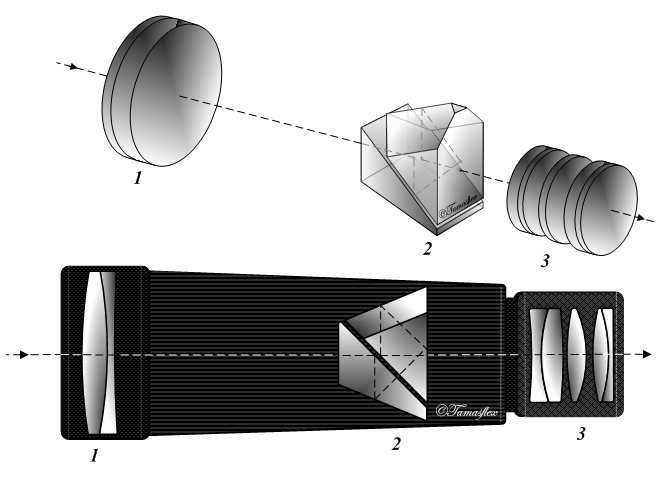
نمودار تک‌چشمی با استفاده از منشور اشمیت-پکان: 1 – عدسی شیئی ۲ – منشور اشمیت پکان ۳ – چشمی

تک‌چشمی (به انگلیسی: Monocular) تلسکوپ شکستی فشرده‌ای است که برای بزرگنمایی تصاویر اجرام دور استفاده می‌شود و معمولاً به جای استفاده از لنزهای رله مانند بسیاری از دید تلسکوپی، از یک منشور نوری برای اطمینان از ایستادن تصویر استفاده می‌شود. حجم و وزن یک تک‌چشمی معمولاً کمتر از نیمی از یک جفت دوربین دوچشمی با ویژگی‌های نوری مشابه است که آن را حمل‌شدنی‌تر و همچنین ارزان‌تر می‌کند. این موضوع به این دلیل است که دوچشمی‌ها اساساً یک جفت تک‌چشمی هستند که در کنار هم قرار گرفته‌اند - یکی برای هر چشم. در نتیجه، تک‌چشمی‌ها تنها تصاویر دو بعدی تولید می‌کنند، در حالی که دوربین‌های دوچشمی می‌توانند از دو تصویر موازی (هر کدام برای یک چشم) برای تولید دید دوچشمی استفاده کنند، که امکان تصویربرداری و درک عمق را فراهم می‌کند.

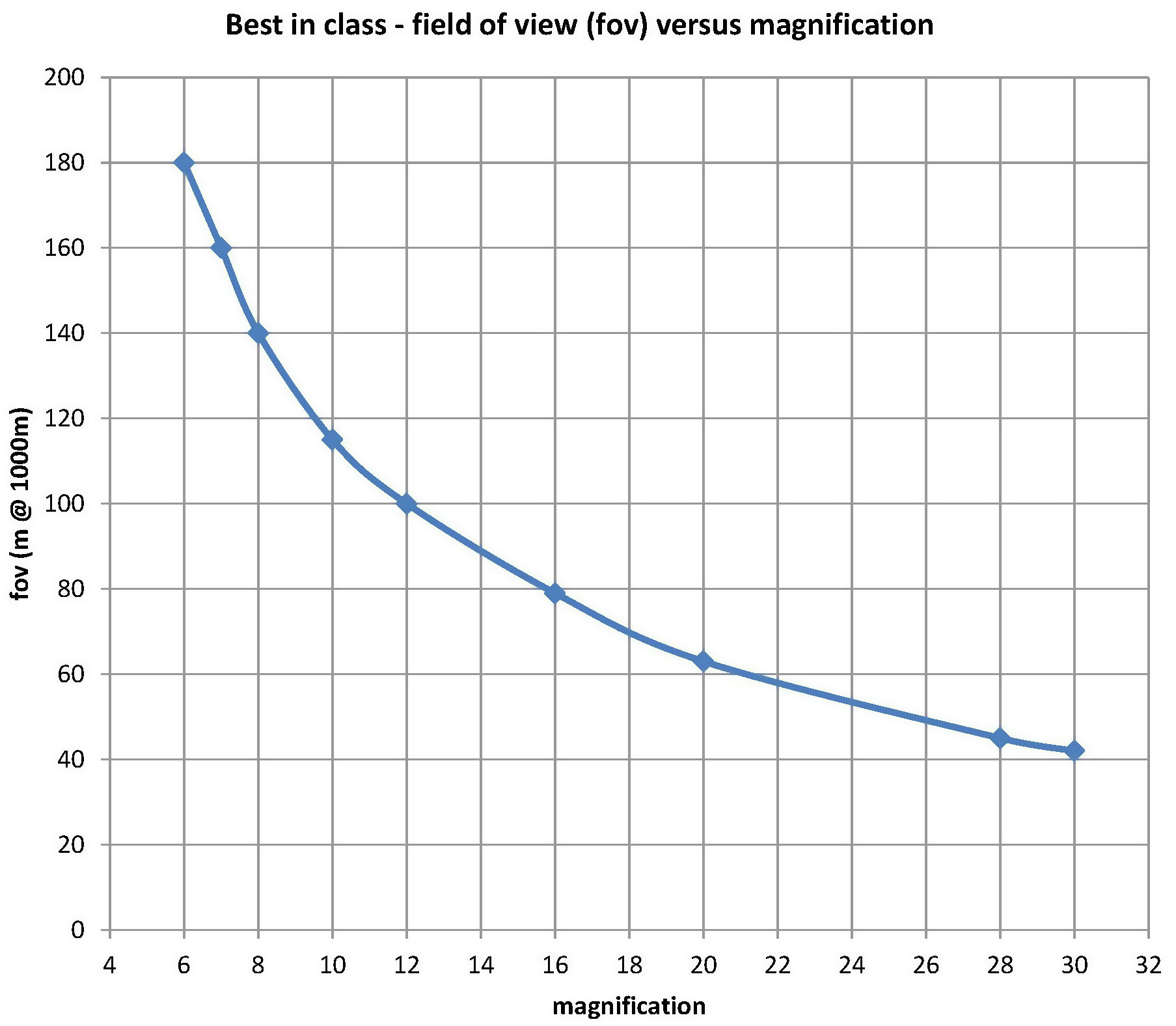
نمودار میدان دید (m @ 1000m) در مقابل بزرگنمایی بر اساس بهترین داده‌های رده

| میانگین تغییر قطر مردمک چشم در برابر سن | میانگین تغییر قطر مردمک چشم در برابر سن | میانگین تغییر قطر مردمک چشم در برابر سن |
| سن (سال)                                | روز مردمک (میلی‌متر)                     | شب مردمک (میلی‌متر)                      |
| --------------------------------------- | --------------------------------------- | --------------------------------------- |
| ۲۰                                      | ۴٫۷                                     | ۸                                       |
| ۳۰                                      | ۴٫۳                                     | ۷                                       |
| ۴۰                                      | ۳٫۹                                     | ۶                                       |
| ۵۰                                      | ۳٫۵                                     | ۵                                       |
| ۶۰                                      | ۳٫۱                                     | ۴٫۱                                     |
| ۷۰                                      | ۲٫۷                                     | ۳٫۲                                     |
| ۸۰                                      | ۲٫۳                                     | ۲٫۵                                     |